# 佩索特姆 (伊利諾伊州)
佩索特姆（英語：Pesotum）是位於美國伊利諾伊州尚佩恩縣的一個村落。

## 地理
佩索特姆的座標為39°54′50″N 88°16′26″W / 39.91389°N 88.27389°W，而該地最高點為海拔高度218米（即714英尺）。

## 人口
根據2010年美國人口普查的數據，佩索特姆的面積為1.54平方千米，當中陸地面積為1.52平方千米，而水域面積為0.02平方千米。當地共有人口551人，而人口密度為每平方千米357人。